# 29753 Silvo
29753 Silvo (1999 CY4) là một tiểu hành tinh vành đai chính được phát hiện ngày 10 tháng 2 năm 1999 bởi S. Sposetti ở Gnosca.